# Landgericht Kastl

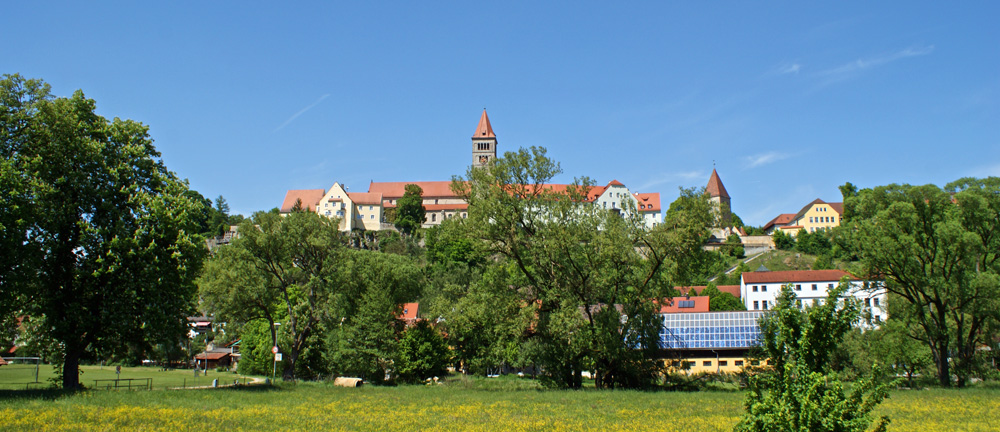
Kloster Kastl

Das Landgericht Kastl war ein von 1803 bis 1879 bestehendes bayerisches Landgericht älterer Ordnung mit Sitz im Markt Kastl. Es gehörte zum Regenkreis, der am 29. November 1837 in Kreis Oberpfalz und Regensburg, jetzt Oberpfalz, umbenannt wurde. Bis 1825 war der Sitz des Landgerichts auf der Burg in Pfaffenhofen nahe Kastl.

## Geschichte
Im Jahr 1803 wurde das Landgericht Kastl in Pfaffenhofen auf Basis bereits bestehender landesherrlicher Gerichte errichtet. 1825 wurde das Landgericht von der Burg Pfaffenhofen in die seit 1803 ungenutzten Gebäude des Klosters Kastl verlegt, wo es bis zu seiner Umwandlung in ein Amtsgericht 1879 verblieb.
Es umfasste die damaligen Gemeinden Allersburg, Berg bei Neumarkt in der Oberpfalz, Brunn, Deinschwang, Dietkirchen, Eismannsberg, Engelsberg, Gebertshofen, Häuselstein, Hagenhausen, Haimburg, Hausen, Hausheim, Kastl, Laaber, Lauterhofen, Litzlohe, Oberölsbach, Pettenhofen, Pfaffenhofen, Pfeffertshofen, Pilsach, Ransbach, Sindlbach, Stöckelsberg, Thonhausen, Traunfeld, Trautmannshofen, Utzenhofen, Winkl und Wolfsfeld.
Die Trennung von Justiz und Verwaltung wurde in den rechtsrheinischen Landesteilen des Königreichs Bayern am 1. Juli 1862 wirksam. Dabei entstand für die staatliche Verwaltung (Polizei) das Bezirksamt Velburg für die Bezirke der Landgerichte Parsberg und Kastl. Zugleich wurde mit der Einrichtung des Notariats Parsberg ein Teil der nichtstrittigen Rechtspflege (Beurkundungen) von den Landgerichten abgetrennt.
Anlässlich der Einführung des Gerichtsverfassungsgesetzes am 1. Oktober 1879 kam es zur Errichtung eines Amtsgerichts in Kastl, dessen Sprengel deckungsgleich mit dem vorherigen Landgerichtsbezirk Kastl war.

## Gebäude
Das Landgericht Kastl (ab 1825) sowie sein Nachfolger, das Amtsgericht Kastl (bis 1930) nutzten das ehm. Kloster Kastl als Sitz. 2023 eröffnete der Freistaat Bayern dort den dritten Standort für den Fachbereich „Polizei“ der Hochschule für den öffentlichen Dienst in Bayern.